# Euklidische Norm

Euklidische Norm in zwei reellen Dimensionen

Die euklidische Norm, Standardnorm oder 2-Norm ist eine in der Mathematik häufig verwendete Vektornorm. Im zwei- und dreidimensionalen euklidischen Raum entspricht die euklidische Norm der anschaulichen Länge oder dem Betrag eines Vektors und kann mit dem Satz des Pythagoras berechnet werden. Allgemeiner wird die euklidische Norm auch für reelle und komplexe Vektorräume beliebiger endlicher Dimension definiert und ist dann die vom Standardskalarprodukt abgeleitete Norm.
Sie besitzt als eine von einem Skalarprodukt induzierte Norm neben den drei Normaxiomen eine Reihe weiterer Eigenschaften, wie die Gültigkeit der Cauchy-Schwarz-Ungleichung und der Parallelogrammgleichung, sowie eine Invarianz unter unitären Transformationen. Für orthogonale Vektoren erfüllt die euklidische Norm selbst eine allgemeinere Form des Satzes des Pythagoras.
Von der euklidischen Norm werden Begriffe wie der euklidische Abstand und die euklidische Topologie abgeleitet. Sie kann auf unendlichdimensionale Vektorräume verallgemeinert werden, beispielsweise auf Folgenräume durch die ℓ2-Norm und auf Funktionenräume durch die L2-Norm.

## Definitionen

### Reelle Vektoren in zwei und drei Raumdimensionen

Die Länge des Vektors ist nach dem Satz des Pythagoras.

Ein Vektor {\displaystyle {\vec {v}}} in der euklidischen Ebene lässt sich über seine Komponenten {\displaystyle x} und {\displaystyle y} im kartesischen Koordinatensystem durch {\displaystyle {\vec {v}}=(x,y)} darstellen. Die Länge oder der Betrag des Vektors wird durch Betragsstriche {\displaystyle |\cdot |} um den Vektor gekennzeichnet und kann mit Hilfe des Satzes des Pythagoras durch
{\displaystyle |{\vec {v}}|={\sqrt {x^{2}+y^{2}}}}
berechnet werden. Im dreidimensionalen euklidischen Raum wird die Länge eines Vektors {\displaystyle {\vec {v}}=(x,y,z)} analog zum zweidimensionalen Fall über
{\displaystyle |{\vec {v}}|={\sqrt {x^{2}+y^{2}+z^{2}}}}
ermittelt. In der Physik wird der Betrag eines Vektors manchmal dadurch gekennzeichnet, dass man die Betragsstriche und den Vektorpfeil weglässt: {\displaystyle v=|{\vec {v}}|}. Werden Vektoren im Text fett geschrieben, wird manchmal auch nur der Fettdruck weggelassen: {\displaystyle v=|\mathbf {v} |}. Die natürliche Länge eines Vektors wird auch euklidische Norm oder 2-Norm des Vektors genannt und, um sie von anderen Vektornormen zu unterscheiden, mit {\displaystyle |{\vec {v}}|_{2}} oder {\displaystyle \|{\vec {v}}\|_{2}} bezeichnet.

### Reelle Vektoren endlicher Dimension
Ist {\displaystyle \mathbb {R} ^{n}} der Vektorraum der reellen {\displaystyle n}-dimensionalen Vektoren {\displaystyle v=(v_{1},v_{2},\dotsc ,v_{n})}, dann ist die euklidische Norm eines Vektors als die Wurzel aus der Summe der Quadrate der Vektorkomponenten definiert:
{\displaystyle \|v\|_{2}:={\sqrt {v_{1}^{2}+v_{2}^{2}+\dotsb +v_{n}^{2}}}=\left(\sum _{i=1}^{n}v_{i}^{2}\right)^{1/2}}.
Für einen eindimensionalen Vektor ergibt sich als Spezialfall der Betrag einer reellen Zahl und für einen zwei- oder dreidimensionalen Vektor erhält man dessen Länge in der Ebene oder im Raum wie im vorangegangenen Abschnitt. Die euklidische Norm ist dabei vom Standardskalarprodukt zweier reeller Vektoren {\displaystyle v,w\in \mathbb {R} ^{n}}
{\displaystyle \langle v,w\rangle =v_{1}w_{1}+v_{2}w_{2}+\dotsb +v_{n}w_{n}}
abgeleitet, denn es gilt
{\displaystyle \|v\|_{2}={\sqrt {\langle v,v\rangle }}}.

### Komplexe Vektoren endlicher Dimension
Ist nun {\displaystyle \mathbb {C} ^{n}} der Vektorraum der komplexen {\displaystyle n}-dimensionalen Vektoren {\displaystyle v=(v_{1},v_{2},\dotsc ,v_{n})}, dann ist die euklidische Norm eines Vektors als die Wurzel aus der Summe der Betragsquadrate der Vektorkomponenten definiert:
{\displaystyle \|v\|_{2}:={\sqrt {|v_{1}|^{2}+|v_{2}|^{2}+\dotsb +|v_{n}|^{2}}}=\left(\sum _{i=1}^{n}|v_{i}|^{2}\right)^{1/2}}.
Dabei dürfen die Betragsstriche in der Definition nicht weggelassen werden. Für einen eindimensionalen Vektor ergibt sich als Spezialfall der Betrag einer komplexen Zahl entsprechend der Länge ihres Vektors in der Gaußschen Zahlenebene. Die euklidische Norm ist vom Standardskalarprodukt zweier komplexer Vektoren {\displaystyle v,w\in \mathbb {C} ^{n}}
{\displaystyle \langle v,w\rangle ={\bar {v}}_{1}w_{1}+{\bar {v}}_{2}w_{2}+\dotsb +{\bar {v}}_{n}w_{n}}
induziert, wobei {\displaystyle {\bar {z}}} die Konjugierte der komplexen Zahl {\displaystyle z} ist. Es gilt wiederum
{\displaystyle \|v\|_{2}={\sqrt {\langle v,v\rangle }}}.

## Beispiele
Die euklidische Norm des reellen Vektors {\displaystyle v=(3,-2,6)\in \mathbb {R} ^{3}} ist
{\displaystyle \|v\|_{2}={\sqrt {3^{2}+(-2)^{2}+6^{2}}}={\sqrt {9+4+36}}={\sqrt {49}}=7}.
Die euklidische Norm des komplexen Vektors {\displaystyle v=(3,\mathrm {i} ,5-\mathrm {i} )\in \mathbb {C} ^{3}} ist
{\displaystyle \|v\|_{2}={\sqrt {|3|^{2}+|\mathrm {i} |^{2}+|5-\mathrm {i} |^{2}}}={\sqrt {9+1+26}}={\sqrt {36}}=6}.

## Eigenschaften
Im Weiteren wird vom Allgemeinfall reeller oder komplexer Vektoren endlicher Dimension {\displaystyle v\in {\mathbb {K} }^{n}} mit {\displaystyle {\mathbb {K} }=\mathbb {R} } oder {\displaystyle {\mathbb {K} }=\mathbb {C} } ausgegangen. Die nun folgenden Eigenschaften sind dabei lediglich Spezialfälle der entsprechenden Eigenschaften allgemeiner von einem Skalarprodukt induzierten Normen.

### Normaxiome

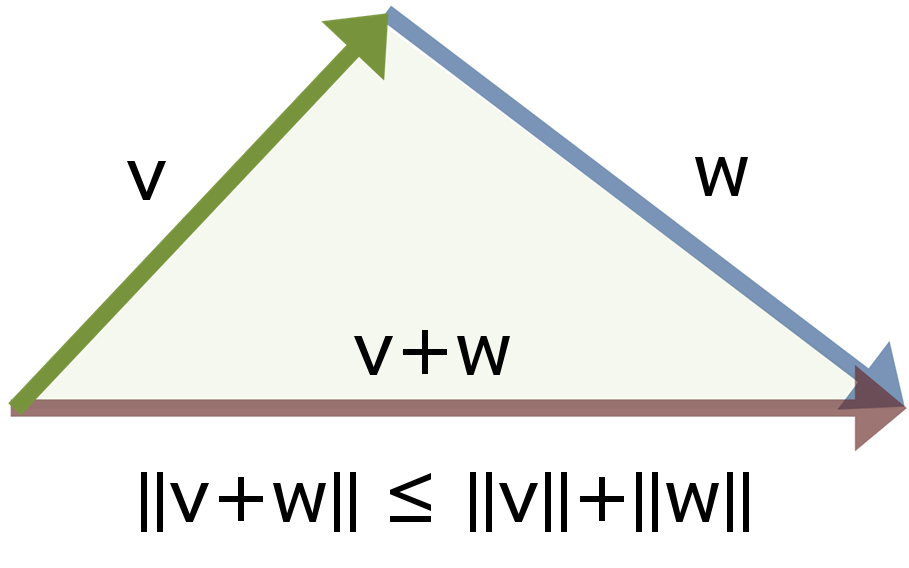
Vektoren in der Dreiecksungleichung

Die euklidische Norm erfüllt die drei Normaxiome. Die Definitheit
{\displaystyle \|v\|_{2}=0\;\Rightarrow \;v=0}
bedeutet, dass, wenn die Länge eines Vektors {\displaystyle v\in {\mathbb {K} }^{n}} Null ist, er der Nullvektor sein muss. Die absolute Homogenität
{\displaystyle \|\alpha \cdot v\|_{2}=|\alpha |\cdot \|v\|_{2}}
besagt, dass, wenn die Komponenten eines Vektors mit einer Zahl {\displaystyle \alpha \in \mathbb {K} } multipliziert werden, sich die Länge des Vektors mit dem Betrag dieser Zahl ändert. Die Dreiecksungleichung (Subadditivität)
{\displaystyle \|v+w\|_{2}\leq \|v\|_{2}+\|w\|_{2}}
sagt schließlich aus, dass die Länge der Summe zweier Vektoren {\displaystyle v,w\in {\mathbb {K} }^{n}} höchstens so groß wie die Summe der beiden Längen ist. Gleichheit gilt dabei genau dann, wenn die beiden Vektoren in die gleiche Richtung zeigen. Der Beweis der Dreiecksungleichung basiert dabei auf der Cauchy-Schwarz-Ungleichung
{\displaystyle \left|\langle v,w\rangle \right|\leq \|v\|_{2}\cdot \|w\|_{2}}.

### Einheitssphäre und Einheitskugel

Einheitssphäre (blau) und offene Einheitskugel (rot) in zwei Dimensionen

Die euklidische Norm ist eine spezielle p-Norm für die Wahl von {\displaystyle p=2} und heißt deswegen auch 2-Norm. Die Einheitssphäre der euklidischen Norm, also die Menge
{\displaystyle \{v\in {\mathbb {K} }^{n}\colon \|v\|_{2}=1\}}
der Vektoren mit Norm Eins hat in zwei reellen Dimensionen die Form eines Kreises, in drei reellen Dimensionen die Form einer Kugeloberfläche und in allgemeinen Dimensionen die Form einer Sphäre. Analog dazu nennt man die Menge
{\displaystyle \{v\in {\mathbb {K} }^{n}\colon \|v\|_{2}\leq 1\}} bzw. {\displaystyle \{v\in {\mathbb {K} }^{n}\colon \|v\|_{2}<1\}}
die abgeschlossene bzw. die offene Einheitskugel der euklidischen Norm. Sie hat in zwei reellen Dimensionen die Form einer Kreisscheibe und in drei und höheren Dimensionen die Form einer Kugel. Die euklidische Norm kann auch über ihre Einheitskugel als Minkowski-Funktional definiert werden.

### Parallelogrammgleichung

Vektoren in der Parallelogrammgleichung

Die euklidische Norm genügt für alle Vektoren {\displaystyle v,w\in {\mathbb {K} }^{n}} der Parallelogrammgleichung
{\displaystyle \|v+w\|_{2}^{2}+\|v-w\|_{2}^{2}=2(\|v\|_{2}^{2}+\|w\|_{2}^{2})}
und ist die einzige p-Norm mit dieser Eigenschaft, siehe dazu auch den Satz von Jordan-von Neumann.

### Unitäre Invarianz
Die euklidische Norm ist – ebenfalls als einzige p-Norm – invariant unter unitären Transformationen. Ist demnach {\displaystyle U\in {\mathbb {K} }^{n\times n}} eine unitäre Matrix (im komplexen Fall) oder orthogonale Matrix (im reellen Fall), dann gilt
{\displaystyle \|Uv\|_{2}=\|v\|_{2}},
was aus der Verschiebungseigenschaft des Standardskalarprodukts über
{\displaystyle \|Uv\|_{2}^{2}=\langle Uv,Uv\rangle =\langle v,U^{H}Uv\rangle =\langle v,U^{-1}Uv\rangle =\langle v,v\rangle =\|v\|_{2}^{2}}
folgt. Die euklidische Norm ändert sich also unter unitären Transformationen nicht. Für reelle Vektoren sind solche Transformationen beispielsweise Drehungen des Vektors um den Nullpunkt. Diese Eigenschaft wird zum Beispiel bei der numerischen Lösung linearer Ausgleichsprobleme über die Methode der kleinsten Quadrate mittels QR-Zerlegungen genutzt.

## Abgeleitete Begriffe

### Winkel
Über das Standardskalarprodukt und die euklidische Norm kann der Winkel {\displaystyle \varphi } zwischen zwei reellen Vektoren {\displaystyle v,w\in {\mathbb {R} }^{n}} durch
{\displaystyle \cos(\varphi )={\frac {\langle v,w\rangle }{\|v\|_{2}\,\|w\|_{2}}}}
definiert werden. Mit dieser Winkeldefinition erhält man die folgende Verallgemeinerung des Kosinussatzes:
{\displaystyle \|v+w\|_{2}^{2}=\|v\|_{2}^{2}+\|w\|_{2}^{2}+2\|v\|_{2}\|w\|_{2}\cos(\varphi )}.
Für Winkel zwischen komplexen Vektoren gibt es eine Reihe unterschiedlicher Definitionen. Allgemein werden zwei Vektoren {\displaystyle v,w\in {\mathbb {K} }^{n}} orthogonal genannt, wenn ihr Skalarprodukt {\displaystyle \langle v,w\rangle =0} ist. Für orthogonale Vektoren gilt dann eine allgemeinere Form des Satzes des Pythagoras
{\displaystyle \|v+w\|_{2}^{2}=\|v\|_{2}^{2}+\|w\|_{2}^{2}}.

### Euklidischer Abstand

Beziehungen zwischen Skalarprodukt, Norm, Metrik und Topologie

Weiterhin kann mittels der euklidischen Norm durch Differenzbildung zweier Vektoren {\displaystyle v,w\in {\mathbb {K} }^{n}} eine Metrik
{\displaystyle d(v,w)=\|v-w\|_{2}={\sqrt {|v_{1}-w_{1}|^{2}+\cdots +|v_{n}-w_{n}|^{2}}}},
die euklidische Metrik, definiert werden. Eine Metrik erlaubt es, den Abstand zweier Vektoren zu messen. Da die euklidische Metrik von einer Norm herrührt ist sie translationsinvariant.

### Euklidische Topologie
Zudem lässt sich über die euklidische Norm bzw. Metrik auf dem Vektorraum {\displaystyle {\mathbb {K} }^{n}} eine Topologie, die euklidische Topologie, definieren. Sie ist die Normtopologie, die erzeugt wird von dem Mengensystem der offenen Kugeln
{\displaystyle U_{\varepsilon }(v)=\{\,w\in {\mathbb {K} }^{n},\,\|v-w\|_{2}<\varepsilon \,\}},
die alle Vektoren mit einem Abstand kleiner als {\displaystyle \varepsilon } von einem gegebenen Vektor {\displaystyle v\in {\mathbb {K} }^{n}} enthalten. Über diese ε-Kugeln lassen sich dann Begriffe wie Stetigkeit und Grenzwert definieren: Beispielsweise strebt eine Folge von Vektoren {\displaystyle (v_{n})} genau dann gegen einen Grenzwert {\displaystyle v}, wenn {\displaystyle \|v_{n}-v\|_{2}\rightarrow 0} für {\displaystyle n\rightarrow \infty } gilt. Tatsächlich sind auf dem Vektorraum {\displaystyle {\mathbb {K} }^{n}} alle Normen äquivalent zur euklidischen Norm und erzeugen deshalb dieselbe Topologie.

## Verallgemeinerungen
Sieht man eine Matrix mit reellen oder komplexen Einträgen als entsprechend langen Vektor an, so kann die euklidische Norm auch für Matrizen definiert werden und heißt dann Frobeniusnorm. Die euklidische Norm kann auch auf unendlichdimensionale Vektorräume über den reellen oder komplexen Zahlen verallgemeinert werden und hat dann zum Teil eigene Namen. Die wichtigsten Verallgemeinerungen sind dabei wie folgt.

### ℓ2-Norm
Die ℓ2-Norm ist die Verallgemeinerung der euklidischen Norm auf den Folgenraum {\displaystyle \ell ^{2}} der quadratisch summierbaren Folgen {\displaystyle (a_{n})_{n}\in {\mathbb {K} }^{\mathbb {N} }}. Hierbei wird lediglich die endliche Summe durch eine unendliche ersetzt und die ℓ2-Norm ist dann gegeben als
{\displaystyle \|(a_{n})\|_{\ell ^{2}}=\left(\sum _{n=1}^{\infty }|a_{n}|^{2}\right)^{1/2}}.
Der Raum {\displaystyle \ell ^{2}} ist ein Hilbertraum mit dem Skalarprodukt zweier Folgen
{\displaystyle \left\langle \,(a_{n}),(b_{n})\,\right\rangle _{\ell ^{2}}=\sum _{n=1}^{\infty }{\overline {a_{n}}}\cdot b_{n}}.

### L2-Norm
Weiter kann die euklidische Norm auf den Funktionenraum {\displaystyle L^{2}(\Omega )} der auf einer Menge {\displaystyle \Omega } quadratisch integrierbaren Funktionen verallgemeinert werden, was in zwei Schritten geschieht. Zunächst wird die {\displaystyle {\mathcal {L}}^{2}}-Norm einer quadratisch Lebesgue-integrierbaren Funktion {\displaystyle f\colon \Omega \rightarrow {\mathbb {K} }} als
{\displaystyle \|f\|_{{\mathcal {L}}^{2}(\Omega )}=\left(\int _{\Omega }|f(x)|^{2}\,\mathrm {d} x\right)^{1/2}},
definiert, wobei im Vergleich zur ℓ2-Norm lediglich die Summe durch ein Integral ersetzt wurde. Dies ist zunächst nur eine Halbnorm, da nicht nur die Nullfunktion, sondern auch alle Funktionen, die sich nur an einer Menge mit Lebesgue-Maß Null von der Nullfunktion unterscheiden, zu Null integriert werden. Daher betrachtet man die Menge der Äquivalenzklassen von Funktionen {\displaystyle [f]\in L^{2}(\Omega )}, die fast überall gleich sind, und erhält auf diesem L2-Raum die L2-Norm durch
{\displaystyle \|\,[f]\,\|_{L^{2}(\Omega )}=\|f\|_{{\mathcal {L}}^{2}(\Omega )}}.
Der Raum {\displaystyle L^{2}(\Omega )} ist ein Hilbertraum mit dem Skalarprodukt zweier Funktionen
{\displaystyle \langle f,g\rangle _{L_{2}(\Omega )}=\int _{\Omega }{\overline {f(x)}}\cdot g(x)\,\mathrm {d} x}.
Er lässt sich von dem Lebesgue-Maß auch auf allgemeine Maße verallgemeinern.

### Allgemeine Vektorräume
Noch allgemeiner kann die euklidische Norm in beliebigen unendlichdimensionalen Vektorräumen {\displaystyle V} über eine zugehörige Hamelbasis definiert werden. Ist {\displaystyle \{x_{i}\}_{i\in I}} eine solche Hamelbasis von {\displaystyle V}, wobei {\displaystyle I} eine Indexmenge ist, dann lässt sich jeder Vektor {\displaystyle v\in V} als Linearkombination {\displaystyle \textstyle v=\sum _{i\in I}a_{i}x_{i}} mit Koeffizienten {\displaystyle a_{i}\in {\mathbb {K} }} darstellen (hierbei sind nur endlich viele der Koeffizienten {\displaystyle a_{i}} von 0 verschieden). Die euklidische Norm eines Vektors ist dann definiert als
{\displaystyle \|v\|_{2}=\left(\sum _{i\in I}|a_{i}|^{2}\right)^{1/2}}
und dabei von dem Skalarprodukt
{\displaystyle \langle v,w\rangle =\left\langle \sum _{i\in I}a_{i}x_{i},\sum _{i\in I}b_{i}x_{i}\right\rangle :=\sum _{i\in I}{\bar {a}}_{i}b_{i}}
für Vektoren {\displaystyle v,w\in V} induziert, mit {\displaystyle \textstyle w=\sum _{i\in I}b_{i}x_{i}}, {\displaystyle b_{i}\in {\mathbb {K} }}. (Normen die durch ein Skalarprodukt induziert werden heißen auch Skalarproduktnorm.)
Gelegentlich wird auch eine von einem beliebigen Skalarprodukt auf einem reellen Skalarproduktraum induzierte Norm als euklidische Norm bezeichnet.